# 大菠萝
- 關於原产于南美洲的一种热带水果，請見「菠蘿」。
- 關於对电子游戏暗黑破坏神的称呼，請見「Diablo」。

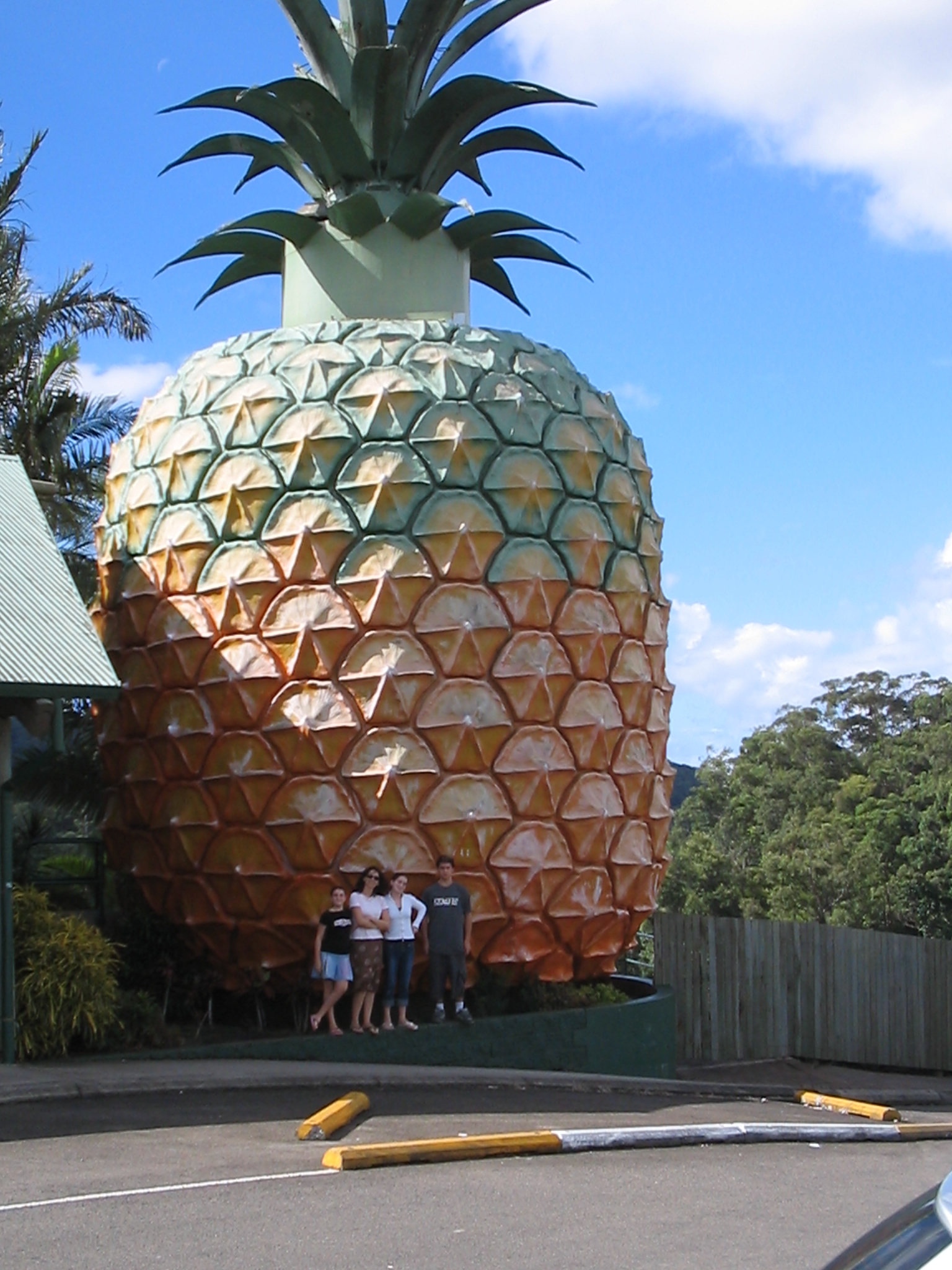
基本信息
地点 澳大利亚昆士兰州乌姆拜市 （Woombye, Queensland, Australia）
始于 1971年8月15日
高度 16米高 (52尺) 两层楼

大菠萝是一处被列入遗产的旅游胜地，它位于澳大利亚昆士兰州东南部的阳光海滩。大菠萝有16米高，坐落于一块面积达165公顷的土地上，最初于1971年8月15日对外开放。大菠萝周围有两个独具特色的游览车项目，其中一个为坚果穿行（Nut Mobile），另一个为小火车。小火车会带着乘客们领略大农场的风光，还会让游客在风景区的小动物园里自由的上下车，进行游玩。在司机带领游客们环绕大农场的同时，司机还会介绍有关大农场的历史和种植物的信息。
大农场的另一大特色就是具有一个小型的动物农场，在那里，游客可以给里面的动物们喂食。包括：澳洲野犬（dingo)、鹿、驴、羊驼、猪、鸡、鸭和各种各样的鸟。大农场里曾经有一个生产夏威夷果的工厂。这里如今仍在种植夏威夷果。

## 历史
1971年，比尔•泰勒夫妇在布鲁斯高速公路靠海的那一边买下了一个不大的菠萝农场，它占地23公顷。这个大菠萝建筑由劳动和旅游部部长约翰•霍博特于1971年8月15日揭幕。1972年，这个景点成为了昆士兰州第一个获得由澳大利亚国家旅游协会颁发的旅游发展奖的景点。
1978年9月11日凌晨3点，在受到一场蓄意入室盗窃之后，这个包含了热带市场和餐厅的建筑物被大火完全摧毁了。1986年，大菠萝合并了另外八个房屋，土地总面积达到113公顷。
1988年，大菠萝举办了“明日丰收”活动的开幕式，该活动用暖房来展示园艺科技。
1991年12月，一场小型的龙卷风对“明日丰收”的展览场所造成了严重的损害，展览关闭了七周，并对所受的影响进行了临时修复。“停止雨林砍伐”活动开始于12月，它给小火车游览项目增加了雨林漫步和动物养殖活动。1992年，大菠萝举行了“艺术和手工画廊”的开幕式，该画廊位于火车站旁的零售处，并扩张了休闲服部门。
2012年9月，大菠萝有小型动物园、菠萝火车和雨林漫步这些项目，并且游客还可以攀登大菠萝。还有周六市场，它还被装修成了一个社团和社区中心。它可能将不会一返之前的辉煌，关于建设汽车博物馆的传闻也被指是一个谣言。
2013年，第一届“大菠萝音乐节”于四月开幕，Birds of Tokyo乐团成为此次活动的热点。职员管理的不善和售货点的缺乏，导致了购买酒精饮料的队伍过长，导致参与音乐节的人直接挥舞“大排队萝”的标签。该音乐节于2014年再次举行。